# Creissan
Creissan (en occitan Creissan) est une commune française située dans le sud-ouest du département de l'Hérault en région Occitanie.
Exposée à un climat méditerranéen, elle est drainée par le Lirou, le ruisseau de Nègue Fédès, le ruisseau des Vallouvières et par divers autres petits cours d'eau. La commune possède un patrimoine naturel remarquable : un site Natura 2000 (le « Minervois ») et une zone naturelle d'intérêt écologique, faunistique et floristique. 
Ses habitants sont appelés les "Creissanais".
Creissan est une commune rurale qui compte 1 404 habitants en 2022, après avoir connu une forte hausse de la population depuis 1975.  Elle fait partie de l'aire d'attraction de Béziers. Ses habitants sont appelés les Creissanais ou  Creissanaises.

## Géographie

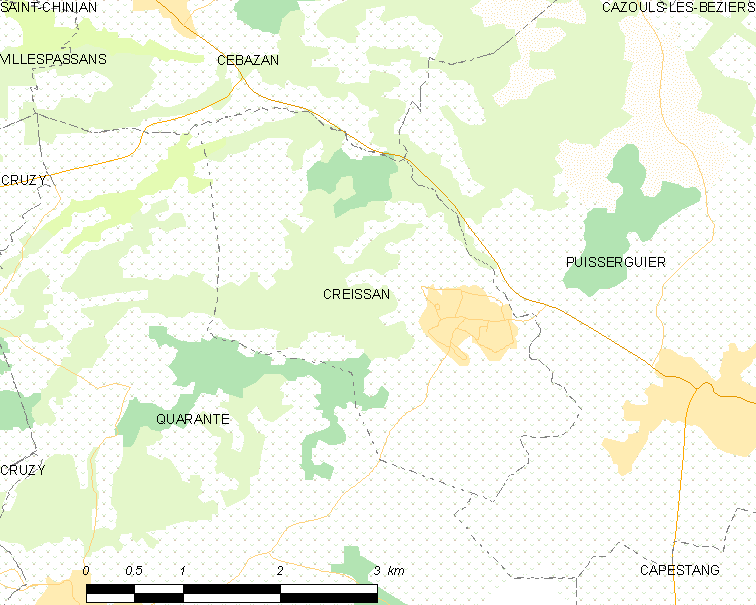
Carte

### Climat
Pour des articles plus généraux, voir Climat de l'Occitanie et Climat de l'Hérault.
En 2010, le climat de la commune est de type climat méditerranéen franc, selon une étude s'appuyant sur une série de données couvrant la période 1971-2000. En 2020, Météo-France publie une typologie des climats de la France métropolitaine dans laquelle la commune est exposée à un climat méditerranéen et est dans la région climatique  Provence, Languedoc-Roussillon, caractérisée par une pluviométrie faible en été, un très bon ensoleillement (2 600 h/an), un été chaud (21,5 °C), un air très sec en été, sec en toutes saisons, des vents forts (fréquence de 40 à 50 % de vents > 5 m/s) et peu de brouillards.
Pour la période 1971-2000, la température annuelle moyenne est de 14,4 °C, avec une amplitude thermique annuelle de 15,8 °C. Le cumul annuel moyen de précipitations est de 699 mm, avec 5,6 jours de précipitations en janvier et 2,7 jours en juillet. Pour la période 1991-2020, la température moyenne annuelle observée sur la station météorologique la plus proche, située sur la commune d'Argeliers à 10 km à vol d'oiseau, est de 15,8 °C et le cumul annuel moyen de précipitations est de 624,7 mm,. Pour l'avenir, les paramètres climatiques de la commune estimés pour 2050 selon différents scénarios d’émission de gaz à effet de serre sont consultables sur un site dédié publié par Météo-France en novembre 2022.

### Milieux naturels et biodiversité

#### Réseau Natura 2000

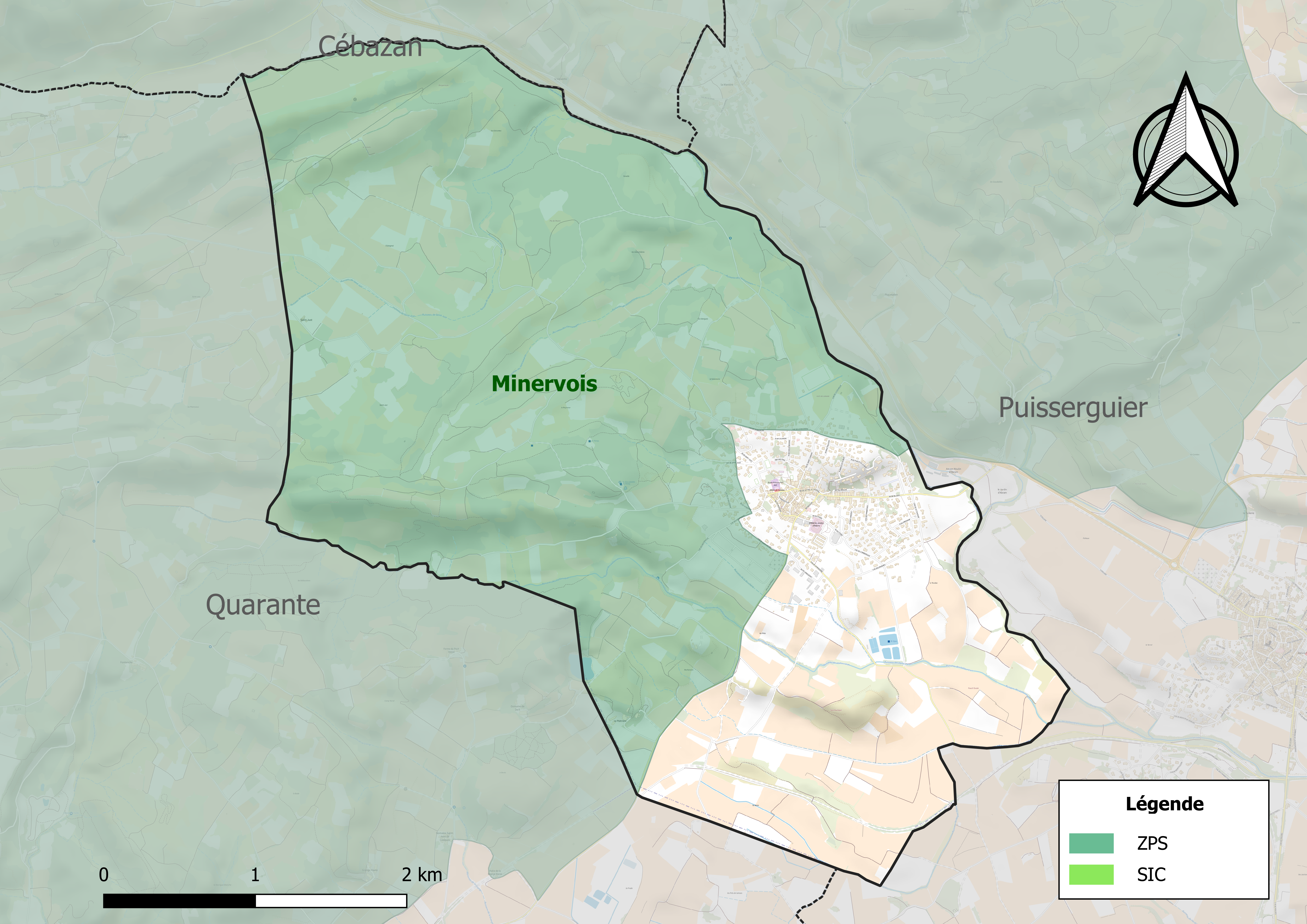
Sites Natura 2000 sur le territoire communal.

Le réseau Natura 2000 est un réseau écologique européen de sites naturels d'intérêt écologique élaboré à partir des directives habitats et oiseaux, constitué de zones spéciales de conservation (ZSC) et de zones de protection spéciale (ZPS).
Un site Natura 2000 a été défini sur la commune au titre  de la directive oiseaux :, retenu pour la conservation de rapaces de l'annexe I de la directive oiseaux, en particulier l'Aigle de Bonelli et l'Aigle royal. Mais le Busard cendré, le Circaète Jean-le-Blanc et le Grand-Duc sont également des espèces à enjeu pour ce territoire, d'une superficie de 24 820 ha, retenu pour la conservation de rapaces de l'annexe I de la directive oiseaux, en particulier l'Aigle de Bonelli et l'Aigle royal. Mais le Busard cendré, le Circaète Jean-le-Blanc et le Grand-Duc sont également des espèces à enjeu pour ce territoire.

#### Zones naturelles d'intérêt écologique, faunistique et floristique

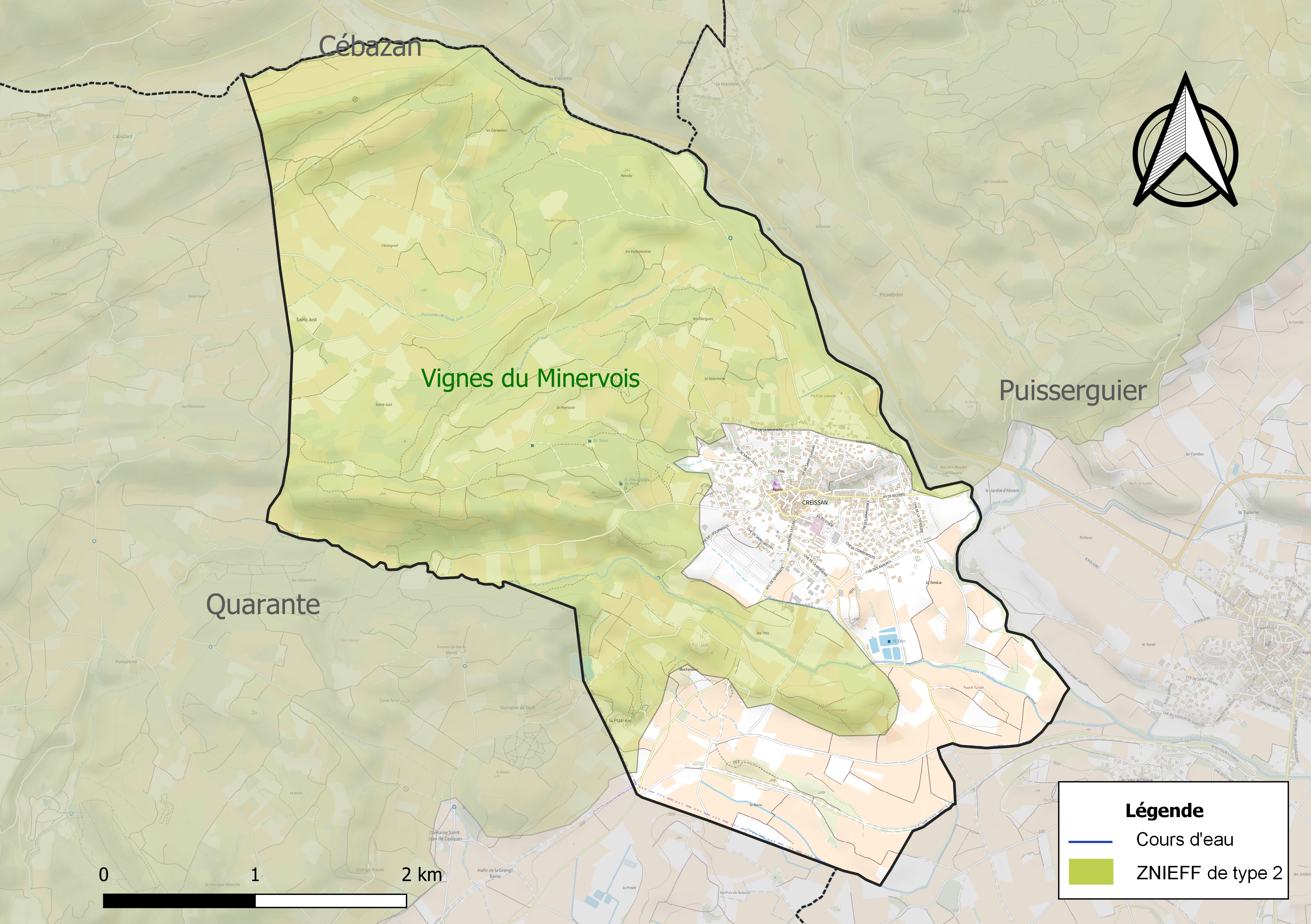
Carte de la ZNIEFF de type 2 localisée sur la commune.

L’inventaire des zones naturelles d'intérêt écologique, faunistique et floristique (ZNIEFF) a pour objectif de réaliser une couverture des zones les plus intéressantes sur le plan écologique, essentiellement dans la perspective d’améliorer la connaissance du patrimoine naturel national et de fournir aux différents décideurs un outil d’aide à la prise en compte de l’environnement dans l’aménagement du territoire.
Une ZNIEFF de type 2 est recensée sur la commune :
les « Vignes du Minervois » (9 972 ha), couvrant 13 communes du département.

## Urbanisme

### Typologie
Au 1er janvier 2024, Creissan est catégorisée bourg rural, selon la nouvelle grille communale de densité à sept niveaux définie par l'Insee en 2022.
Elle est située hors unité urbaine. Par ailleurs la commune fait partie de l'aire d'attraction de Béziers, dont elle est une commune de la couronne,. Cette aire, qui regroupe 53 communes, est catégorisée dans les aires de 50 000 à moins de 200 000 habitants,.

### Occupation des sols
L'occupation des sols de la commune, telle qu'elle ressort de la base de données européenne d’occupation biophysique des sols Corine Land Cover (CLC), est marquée par l'importance des territoires agricoles (56,6 % en 2018), en diminution par rapport à 1990 (59,9 %). La répartition détaillée en 2018 est la suivante : 
cultures permanentes (56,6 %), milieux à végétation arbustive et/ou herbacée (28,9 %), zones urbanisées (9,1 %), forêts (5,3 %). L'évolution de l’occupation des sols de la commune et de ses infrastructures peut être observée sur les différentes représentations cartographiques du territoire : la carte de Cassini (XVIIIe siècle), la carte d'état-major (1820-1866) et les cartes ou photos aériennes de l'IGN pour la période actuelle (1950 à aujourd'hui).

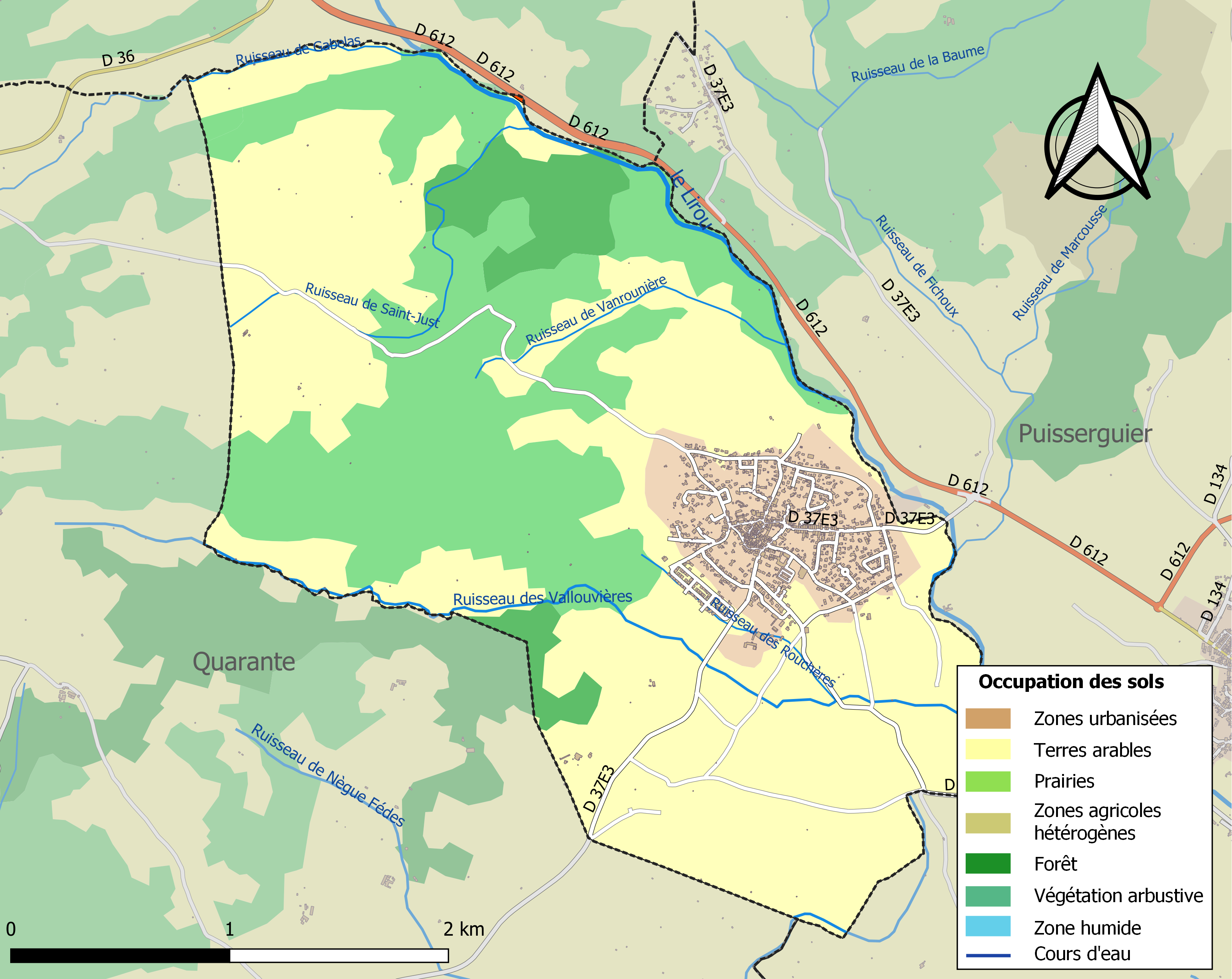
Carte des infrastructures et de l'occupation des sols de la commune en 2018 (CLC).

### Risques majeurs
Le territoire de la commune de Creissan est vulnérable à différents aléas naturels : météorologiques (tempête, orage, neige, grand froid, canicule ou sécheresse), inondations, feux de forêts, mouvements de terrains et séisme (sismicité faible). Il est également exposé à un risque technologique,  le transport de matières dangereuses. Un site publié par le BRGM permet d'évaluer simplement et rapidement les risques d'un bien localisé soit par son adresse soit par le numéro de sa parcelle.

#### Risques naturels
Certaines parties du territoire communal sont susceptibles d’être affectées par le risque d’inondation par débordement de cours d'eau, notamment le Lirou. La commune a été reconnue en état de catastrophe naturelle au titre des dommages causés par les inondations et coulées de boue survenues en 1982, 1992, 1996, 2000, 2003 et 2019,.
Creissan est exposée au risque de feu de forêt. Un plan départemental de protection des forêts contre les incendies (PDPFCI) a été approuvé en juin 2013 et court jusqu'en 2022, où il doit être renouvelé. Les mesures individuelles de prévention contre les incendies sont précisées par deux arrêtés préfectoraux et s’appliquent dans les zones exposées aux incendies de forêt et à moins de 200 mètres de celles-ci. L’arrêté du 25 avril 2002 réglemente l'emploi du feu en interdisant notamment d’apporter du feu, de fumer et de jeter des mégots de cigarette dans les espaces sensibles et sur les voies qui les traversent sous peine de sanctions. L'arrêté du 11 mars 2013 rend le débroussaillement obligatoire, incombant au propriétaire ou ayant droit,.

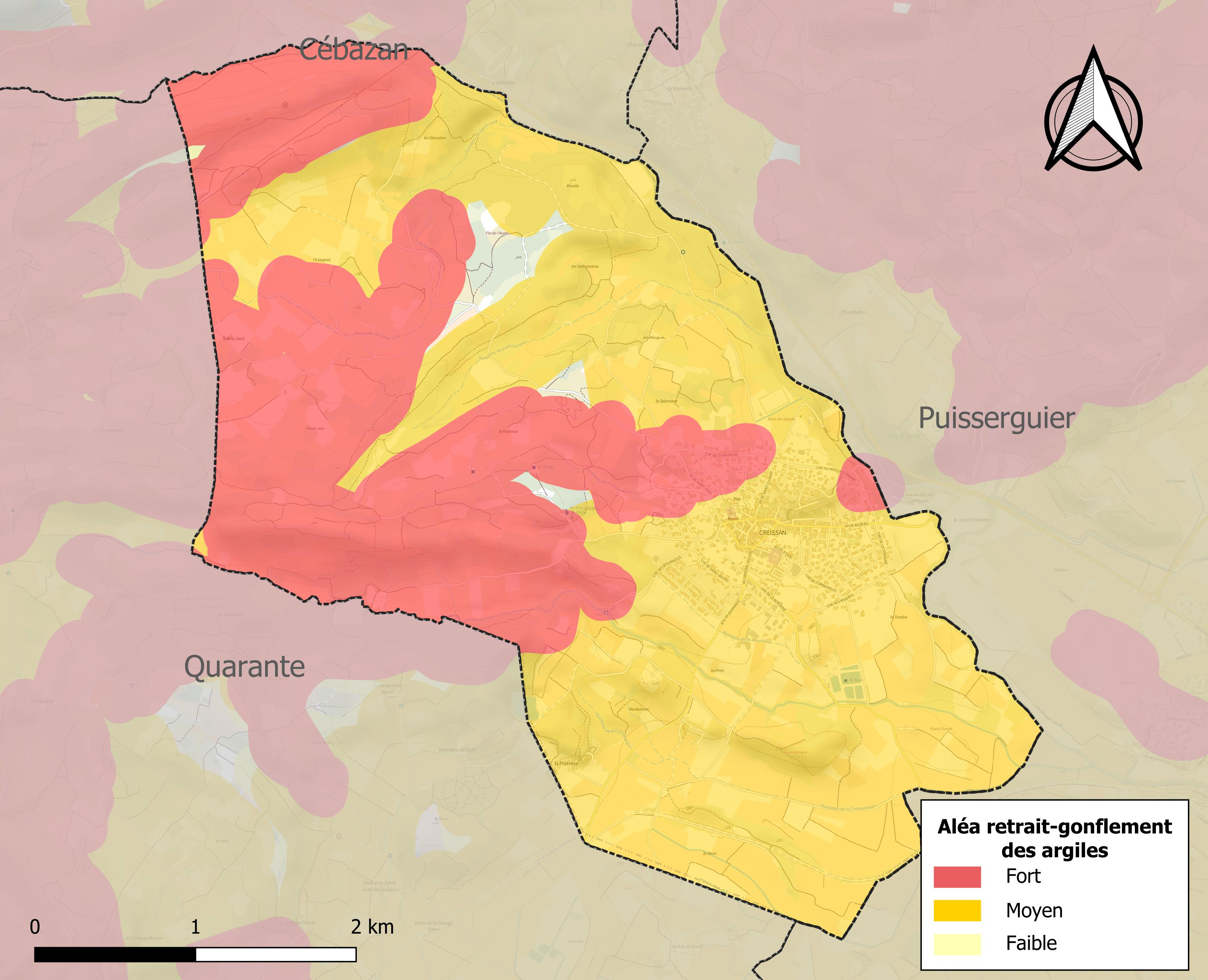
Carte des zones d'aléa retrait-gonflement des sols argileux de Creissan.

La commune est vulnérable au risque de mouvements de terrains constitué principalement du retrait-gonflement des sols argileux. Cet aléa est susceptible d'engendrer des dommages importants aux bâtiments en cas d’alternance de périodes de sécheresse et de pluie. 97,9 % de la superficie communale est en aléa moyen ou fort (59,3 % au niveau départemental et 48,5 % au niveau national). Sur les 611 bâtiments dénombrés sur la commune en 2019, 611 sont en aléa moyen ou fort, soit 100 %, à comparer aux 85 % au niveau départemental et 54 % au niveau national. Une cartographie de l'exposition du territoire national au retrait gonflement des sols argileux est disponible sur le site du BRGM,.
Par ailleurs, afin de mieux appréhender le risque d’affaissement de terrain, l'inventaire national des cavités souterraines permet de localiser celles situées sur la commune.

#### Risques technologiques
Le risque de transport de matières dangereuses sur la commune est lié à sa traversée par des infrastructures routières ou ferroviaires importantes ou la présence d'une canalisation de transport d'hydrocarbures. Un accident se produisant sur de telles infrastructures est susceptible d’avoir des effets graves sur les biens, les personnes ou l'environnement, selon la nature du matériau transporté. Des dispositions d’urbanisme peuvent être préconisées en conséquence.

## Toponymie
Le nom est attesté sous les formes : villam vocabulo Crexano (950), alodem Crexanum (977), villam Creyssanum (1132), capellanis de Creysano (1215), de Creyssano (1344), de Creychano (1345), Creysse (1643), Creisse (1708), Creissan (1770).
Le nom  dérive d'un domaine gallo-romain, surnom latin Cresce(n)s + suffixe -anum,.

## Histoire

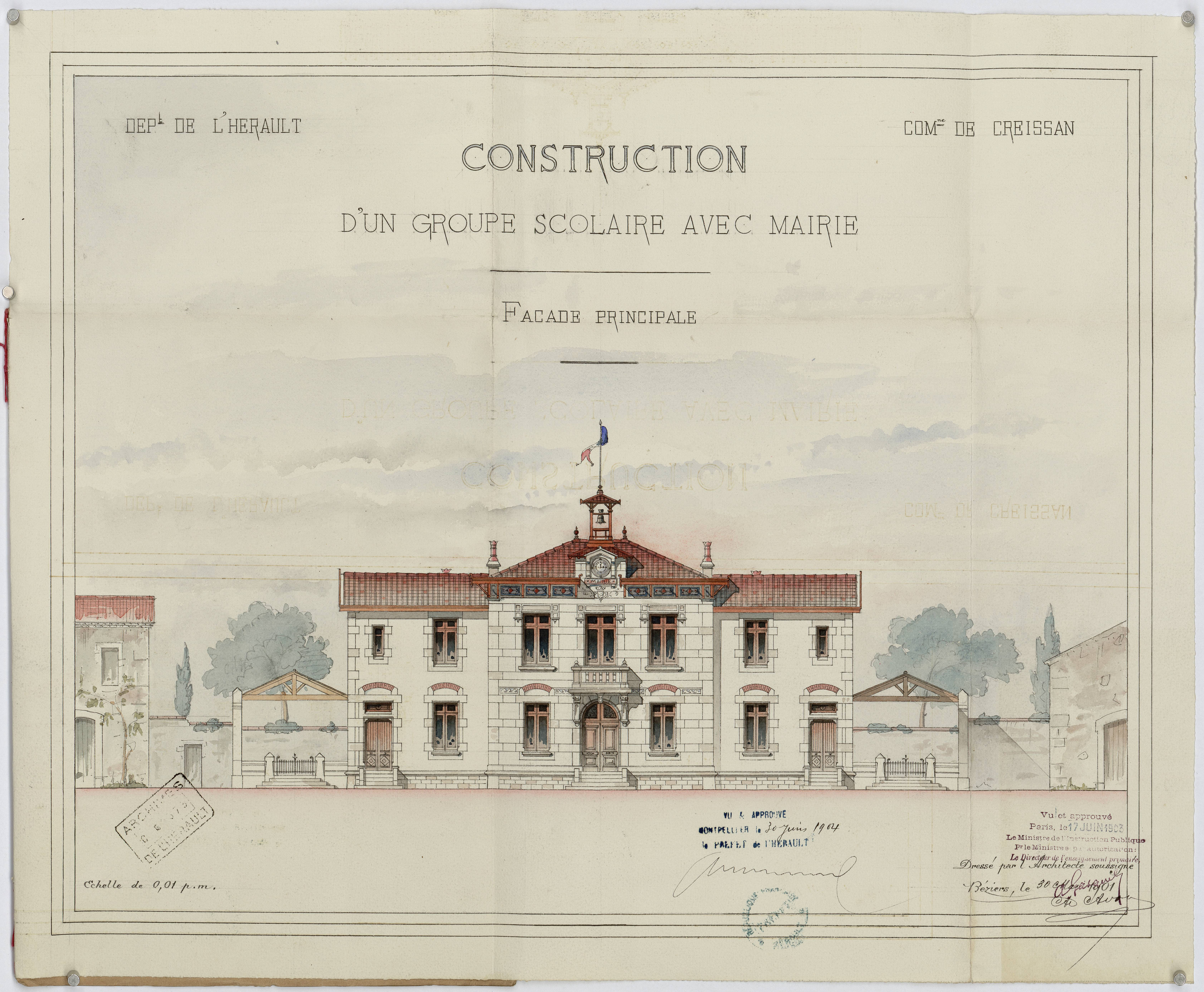
Creissan. - Construction d'un groupe scolaire avec mairie : façade principale, 1901-1904.

## Politique et administration
| Période | Période  | Identité                      | Étiquette | Qualité                             |
| ------- | -------- | ----------------------------- | --------- | ----------------------------------- |
| 1792    | 1795     | André Augé                    |           |                                     |
| 1795    | 1796     | Barthélémi Augé               |           |                                     |
| 1796    | 1797     | Antoine Pujol                 |           |                                     |
| 1797    | 1798     | André Lignon                  |           |                                     |
| 1798    | 1798     | Antoine Pujol                 |           |                                     |
| 1798    | 1800     | André Lignon                  |           |                                     |
| 1800    | 1822     | Antoine Pujol                 |           |                                     |
| 1822    | 1832     | Jean-Baptiste Lignon          |           |                                     |
| 1832    | 1841     | Jean Vincent de Paul Roubière |           |                                     |
| 1841    | 1852     | Jean Pujol                    |           |                                     |
| 1852    | 1864     | Hillaire Teissier             |           |                                     |
| 1864    | 1888     | Louis Teissier                |           |                                     |
| 1888    | 1893     | Emile Regné                   |           |                                     |
| 1893    | 1896     | Dieudonné Petit               |           |                                     |
| 1896    | 1907     | Jean Dennes                   |           |                                     |
| 1907    | 1912     | Jules Barthes                 |           |                                     |
| 1912    | 1930     | Hubert Marcouïre              |           |                                     |
| 1930    | 1933     | Joseph Lignon                 |           |                                     |
| 1933    | 1941     | Louis Rouquier                |           |                                     |
| 1941    | 1944     | Jean Teissier                 |           | Président de la Délégation Spéciale |
| 1944    | 1945     | Hubert Malaterre              |           |                                     |
| 1945    | 1948     | Joseph Lignon                 |           |                                     |
| 1948    | 1977     | René Gars                     |           |                                     |
| 1977    | 1995     | Kléber Mesquida               |           |                                     |
| 1995    | 2001     | Suzanne Mary                  | SE        |                                     |
| 2001    | 2020     | Bruno Barthès                 | PS        | Fonctionnaire                       |
| 2020    | En cours | Laurent Brunet                |           |                                     |

## Démographie
L'évolution du nombre d'habitants est connue à travers les recensements de la population effectués dans la commune depuis 1793. Pour les communes de moins de 10 000 habitants, une enquête de recensement portant sur toute la population est réalisée tous les cinq ans, les populations de référence des années intermédiaires étant quant à elles estimées par interpolation ou extrapolation. Pour la commune, le premier recensement exhaustif entrant dans le cadre du nouveau dispositif a été réalisé en 2004.

En 2022, la commune comptait 1 404 habitants, en évolution de +2,48 % par rapport à 2016 (Hérault : +7,49 %, France hors Mayotte : +2,11 %).
| 1793 | 1800 | 1806 | 1821 | 1831 | 1836 | 1841 | 1846 | 1851 |
| ---- | ---- | ---- | ---- | ---- | ---- | ---- | ---- | ---- |
| 221  | 262  | 284  | 310  | 337  | 357  | 334  | 350  | 329  |

| 1856 | 1861 | 1866 | 1872 | 1876 | 1881 | 1886 | 1891 | 1896 |
| ---- | ---- | ---- | ---- | ---- | ---- | ---- | ---- | ---- |
| 331  | 462  | 411  | 462  | 507  | 495  | 473  | 536  | 545  |

| 1901 | 1906 | 1911 | 1921 | 1926 | 1931 | 1936 | 1946 | 1954 |
| ---- | ---- | ---- | ---- | ---- | ---- | ---- | ---- | ---- |
| 580  | 576  | 577  | 543  | 514  | 472  | 501  | 449  | 444  |

| 1962 | 1968 | 1975 | 1982 | 1990 | 1999 | 2004  | 2006  | 2009  |
| ---- | ---- | ---- | ---- | ---- | ---- | ----- | ----- | ----- |
| 504  | 475  | 404  | 654  | 861  | 938  | 1 073 | 1 120 | 1 288 |

| 2014  | 2019  | 2022  | - | - | - | - | - | - |
| ----- | ----- | ----- | - | - | - | - | - | - |
| 1 367 | 1 313 | 1 404 | - | - | - | - | - | - |

## Économie

### Revenus
En 2018, la commune compte 534 ménages fiscaux, regroupant 1 236 personnes. La médiane du revenu disponible par unité de consommation est de 20 140 € (20 330 € dans le département).

### Emploi
|                | 2008   | 2013   | 2018   |
| -------------- | ------ | ------ | ------ |
| Commune        | 8,5 %  | 11,9 % | 10,7 % |
| Département    | 10,1 % | 11,9 % | 12 %   |
| France entière | 8,3 %  | 10 %   | 10 %   |

En 2018, la population âgée de 15 à 64 ans s'élève à 744 personnes, parmi lesquelles on compte 74 % d'actifs (63,4 % ayant un emploi et 10,7 % de chômeurs) et 26 % d'inactifs,. Depuis 2008, le taux de chômage communal (au sens du recensement) des 15-64 ans est inférieur à celui du département, mais supérieur à celui de la France.
La commune fait partie de la couronne de l'aire d'attraction de Béziers, du fait qu'au moins 15 % des actifs travaillent dans le pôle,. Elle compte 196 emplois en 2018, contre 224 en 2013 et 211 en 2008. Le nombre d'actifs ayant un emploi résidant dans la commune est de 483, soit un indicateur de concentration d'emploi de 40,5 % et un taux d'activité parmi les 15 ans ou plus de 50,1 %.
Sur ces 483 actifs de 15 ans ou plus ayant un emploi, 123 travaillent dans la commune, soit 26 % des habitants. Pour se rendre au travail, 84,2 % des habitants utilisent un véhicule personnel ou de fonction à quatre roues, 3,4 % les transports en commun, 6,2 % s'y rendent en deux-roues, à vélo ou à pied et 6,3 % n'ont pas besoin de transport (travail au domicile).

### Activités hors agriculture

#### Secteurs d'activités
101 établissements sont implantés  à Creissan au 31 décembre 2019. Le tableau ci-dessous en détaille le nombre par secteur d'activité et compare les ratios avec ceux du département,.
| Secteur d'activité                                                                                        | Commune | Commune | Département |
| Secteur d'activité                                                                                        | Nombre  | %       | %           |
| --- | ------- | ------- | ----------- |
| Ensemble                                                                                                  | 101     | 100 %   | (100 %)     |
| Industrie manufacturière, industries extractives et autres                                                | 8       | 7,9 %   | (6,7 %)     |
| Construction                                                                                              | 26      | 25,7 %  | (14,1 %)    |
| Commerce de gros et de détail, transports, hébergement et restauration                                    | 23      | 22,8 %  | (28 %)      |
| Information et communication                                                                              | 3       | 3 %     | (3,3 %)     |
| Activités financières et d'assurance                                                                      | 2       | 2 %     | (3,2 %)     |
| Activités immobilières                                                                                    | 5       | 5 %     | (5,3 %)     |
| Activités spécialisées, scientifiques et techniques et activités de services administratifs et de soutien | 16      | 15,8 %  | (17,1 %)    |
| Administration publique, enseignement, santé humaine et action sociale                                    | 11      | 10,9 %  | (14,2 %)    |
| Autres activités de services                                                                              | 7       | 6,9 %   | (8,1 %)     |

Le secteur de la construction est prépondérant sur la commune puisqu'il représente 25,7 % du nombre total d'établissements de la commune (26 sur les 101 entreprises implantées  à Creissan), contre 14,1 % au niveau départemental.

#### Entreprises et commerces
Les cinq entreprises ayant leur siège social sur le territoire communal qui génèrent le plus de chiffre d'affaires en 2020 sont : 
- Les Mas Du Sud, promotion immobilière de logements (408 k€)
- Lesueur Meunier Coordination, activités d'architecture (279 k€)
- Herault Services, travaux d'installation d'eau et de gaz en tous locaux (145 k€)
- EURL Carreno Brice, travaux d'installation électrique dans tous locaux (135 k€)
- Che Olive, restauration de type rapide (102 k€)

### Agriculture
La commune est dans le « Soubergues », une petite région agricole occupant le nord-est du département de l'Hérault. En 2020, l'orientation technico-économique de l'agriculture  sur la commune est la viticulture.
|               | 1988 | 2000 | 2010 | 2020 |
| ------------- | ---- | ---- | ---- | ---- |
| Exploitations | 76   | 39   | 29   | 19   |
| SAU (ha)      | 487  | 330  | 288  | 336  |

Le nombre d'exploitations agricoles en activité et ayant leur siège dans la commune est passé de 76 lors du recensement agricole de 1988  à 39 en 2000 puis à 29 en 2010 et enfin à 19 en 2020, soit une baisse de 75 % en 32 ans. Le même mouvement est observé à l'échelle du département qui a perdu pendant cette période 67 % de ses exploitations,. La surface agricole utilisée sur la commune a également diminué, passant de 487 ha en 1988 à 336 ha en 2020. Parallèlement la surface agricole utilisée moyenne par exploitation a augmenté, passant de 6 à 18 ha.

## Culture locale et patrimoine

### Lieux et monuments
- Château XIIe siècle remanié au XVe siècle (en mauvais état, label fondation du patrimoine) carré ésoterique SATOR trouvé dans la cour.
- Église Saint-Martin de Creissan, de style roman, du XIe siècle peinture XVIIe classée, croix grecque sculptée de consécration (1132), puits dans l'église.
- Immeuble abritant la mairie, 1907, façade à décors maçonniques.
- Vestiges gallo-romains éparpillés sur le territoire communal.
- Deux abris sous roche (fendilles, sépulture néolithique) dont les objets sont visibles au Musée de Cruzy[32].
- Site intéressant du point de vue géologique: gypse, bauxite, marbres, grès polypiers et huîtres fossiles.

### Personnalités liées à la commune
- Roger Calmel (1920-1998) : Auteur compositeur dont un requiem écrit pour l'anniversaire de la mort de Marie Antoinette.
- J. Bellet : Auteur du livre: "Creissan, village en Languedoc".
- Fabrice Pradas : Auteur des livres: "Malaises", "Nuits Magiques", "Cinegay" et "Vanille Chocolat".

### Héraldique
|  | Les armoiries de Creissan se blasonnent ainsi : d'or à la fasce fuselée de sinople et d'or. |